# 保罗·史蒂文森
保罗·史蒂文森（英語：Paul Stevenson，1966年5月3日—），澳大利亚男子羽毛球运动员。他曾代表澳大利亚参加1990年和1994年英联邦运动会羽毛球比赛，获得一枚铜牌。他也曾参加1996年夏季奥运会。